# Comisaría de Ruiz de Montoya
La Comisaría de Ruiz de Montoya es una delegación o estación de policía y edificio de carácter permanente utilizado como cuartel u oficina de la Policía de Misionesen la localidad de Ruiz de Montoya,declarado "Patrimonio Histórico, Cultural y Arquitectónico" debido a su relevancia patrimonial local.
Se encuentra situada sobre Avenida de los Inmigrantes, como parte de la Ruta Provincial 223, entre las calles Yacuy y Parque Provincial Salto Encantado. Se inauguró el 20 de enero de 1989, siendo su primer titular el entonces oficial principal Luis Eduardo Benítez.

## Ubicación
El edificio de esta dependencia policial se encuentra ubicado a la vera de la Ruta Provincial 223, en el Lote Nº 2-A, Manzana Nº 33, Sección II, Parcela Nº 3 de la zona urbana.

## Características
Este edificio fue construido íntegramente por mampostería, la parte interior con revoques, techos de chapa de zinc, cielorraso de machimbre, piso de mosaicos y puertas y ventanas de maderas.

## Galería

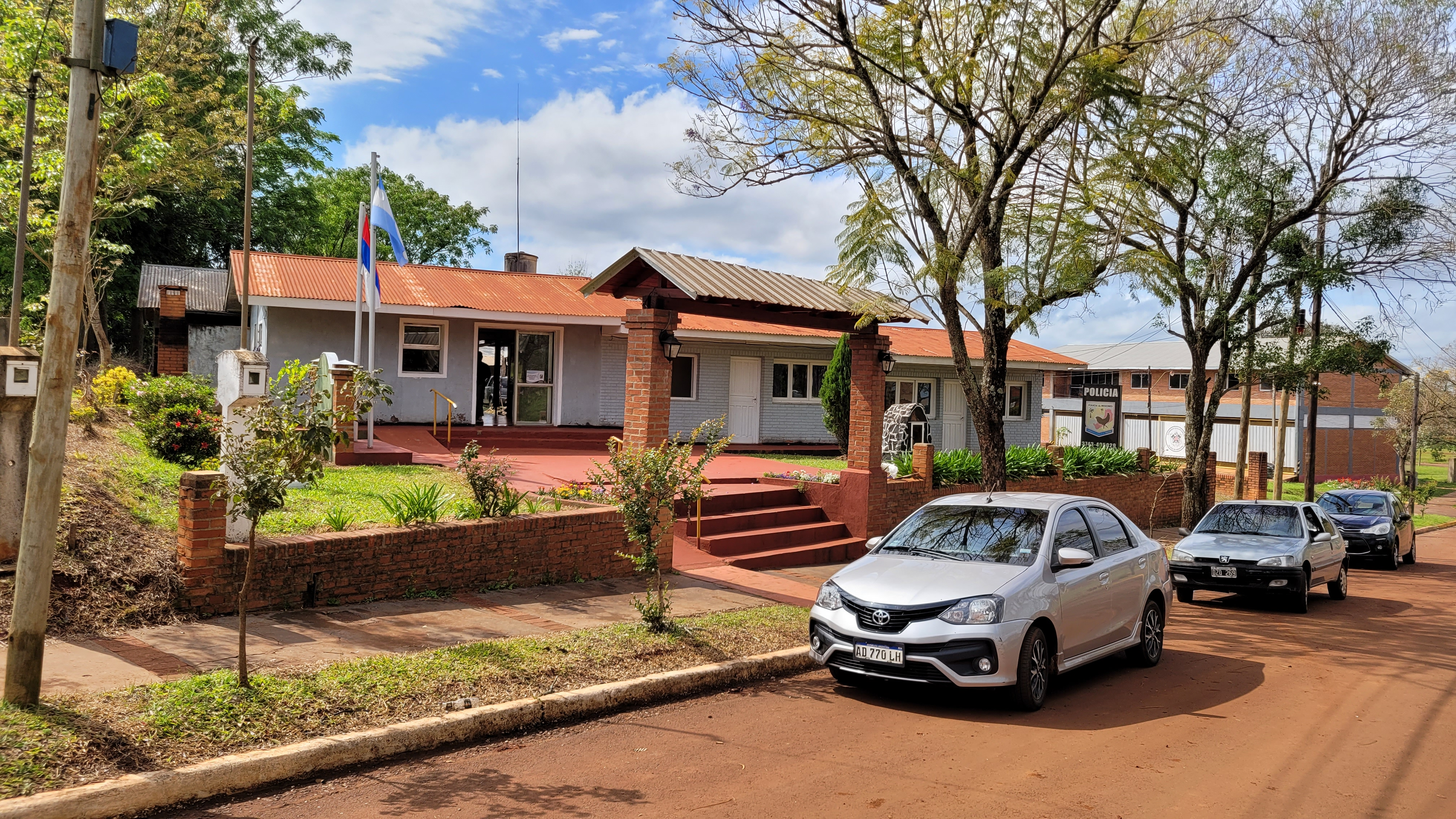
Vista de la Comisaría desde Ruta Provincial 223
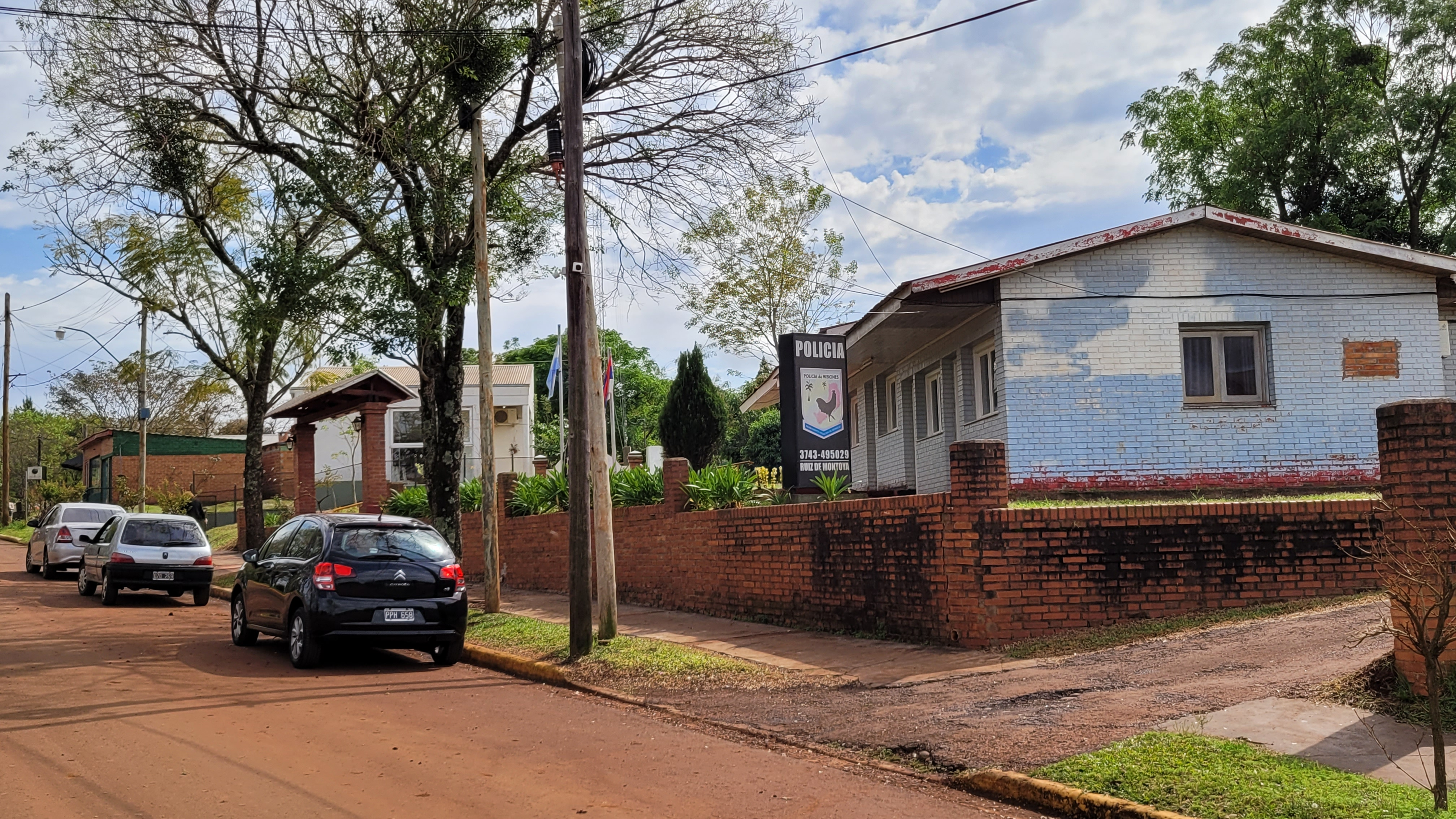
Vista desde la Calle Parque Provincial Salto Encantado
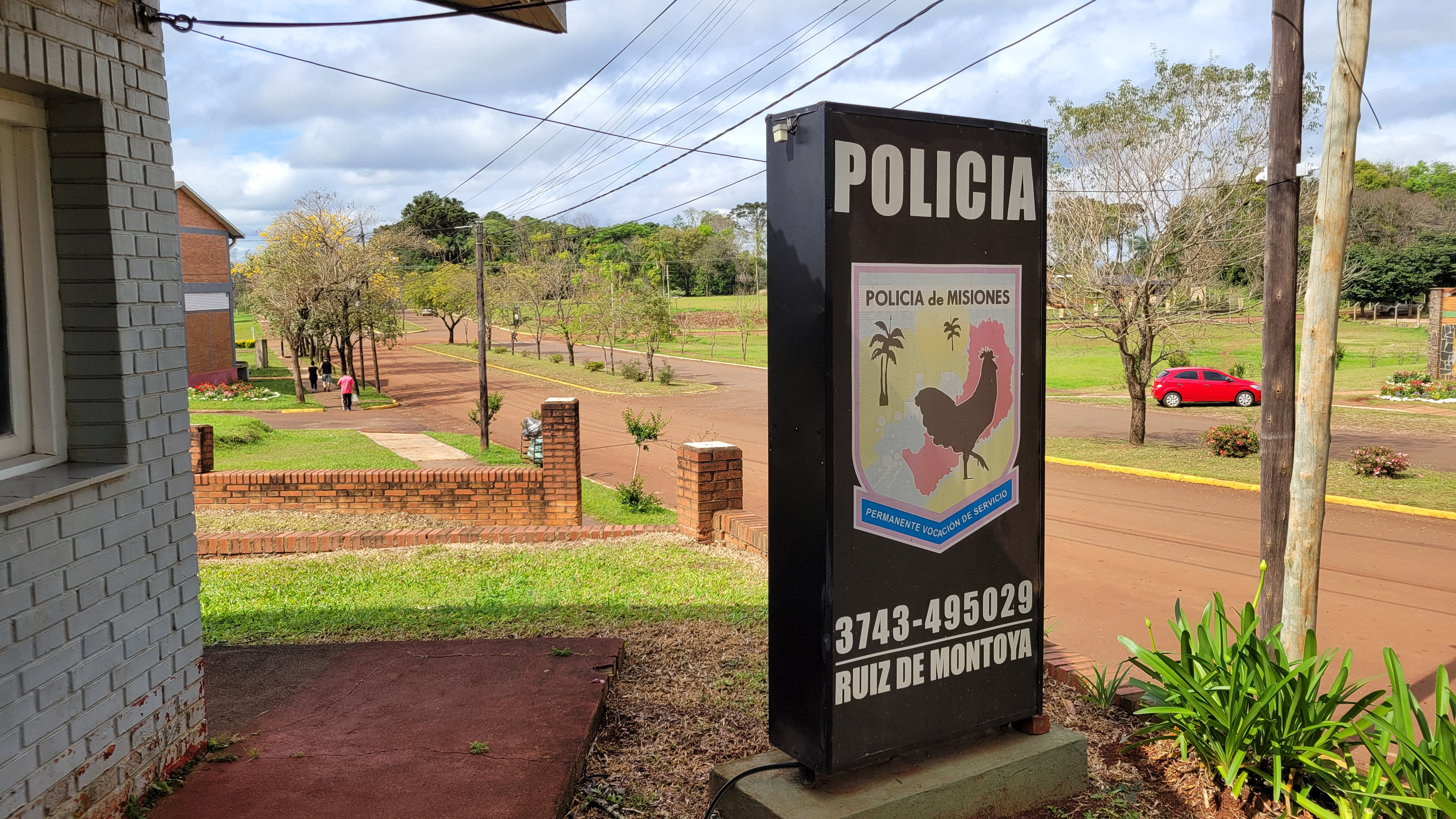
Costado oriental
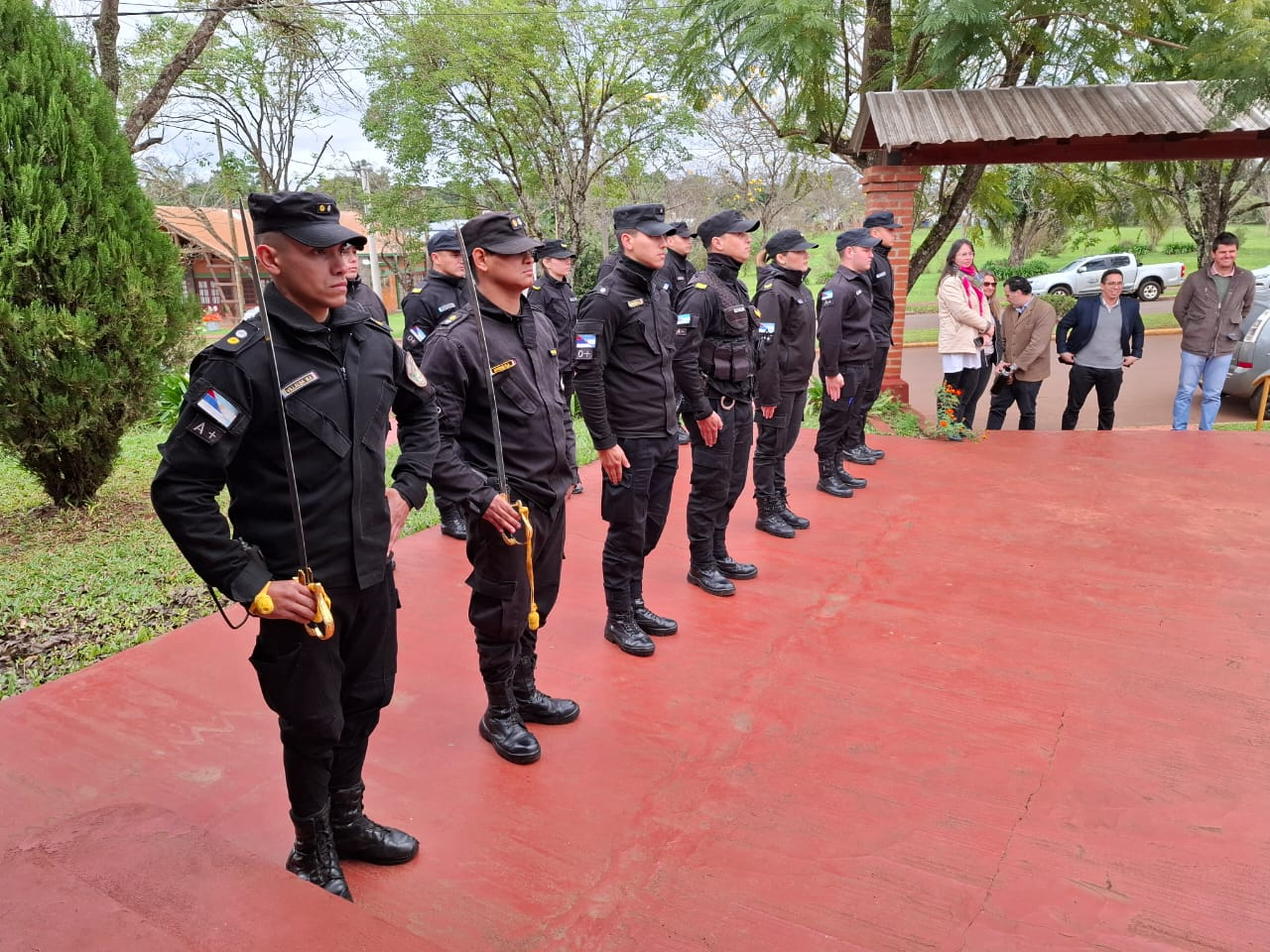
Formación policial en la Plaza de Armas
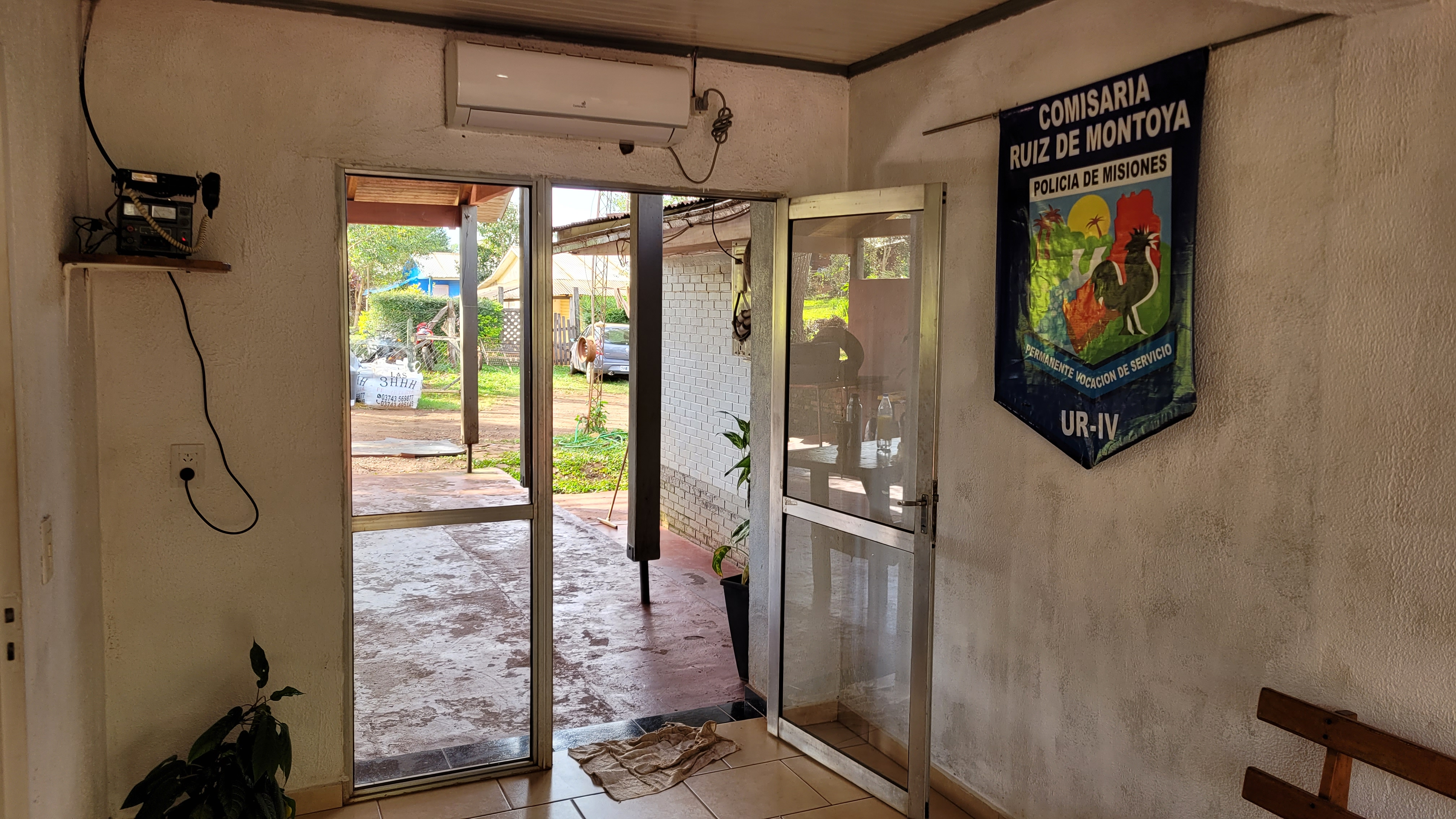
Detalle del interior
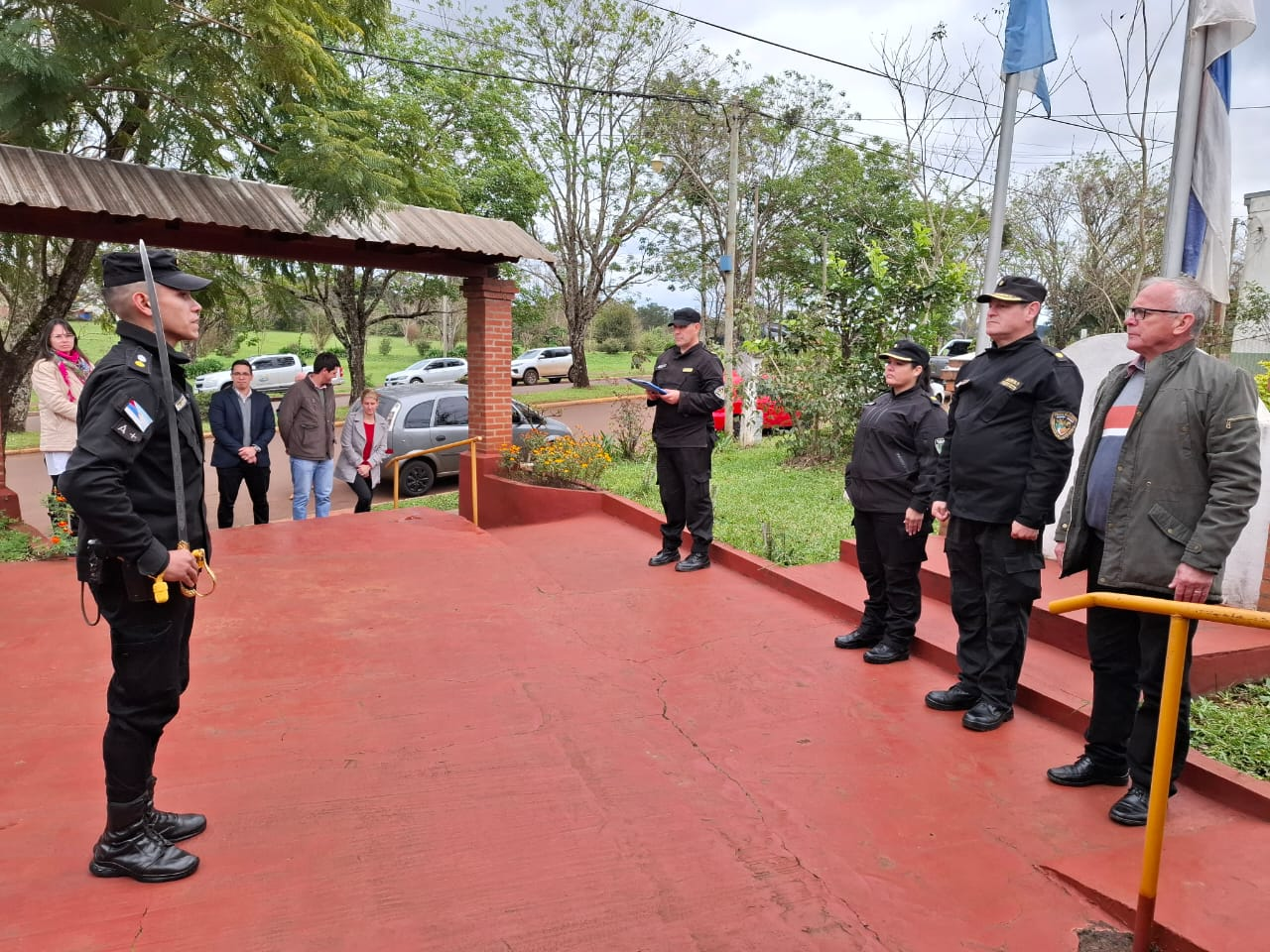
Pamela Ortigoza, jefe de Comisaría, en un acto con el intendente